# ラルフ・カポネ
ラルフ・カポネ（Ralph "Bottles" Capone、1894年1月12日 - 1974年11月22日）は、アメリカ合衆国のギャングスター。本名ラファエレ・ジェームズ・カポネ（Raffaele James Capone）、カポネ家の次男でアル・カポネの兄。
若い頃のラルフは、乱暴でいつも人を殴ったり、アルとは違い人にあまり好かれていなかったが、年をとり性格は丸くなったという。彼に脅された者は「えげつない卑怯な気違い」と回想した者もいる。

## プロフィール
幼児の時に家族でイタリア・ナポリからアメリカに渡る。6年生で学校をやめ、郵便電信会社に配達員の職を見つけ電報を配達しながらチップを稼いだ。その後、製本所でもっといい給料がもらえる仕事に就いた。第一次世界大戦には海兵隊として参加する。しかし、偏平足ですぐに除隊になったという。その後、ブルックリンでバーテンダーとして働く。
1915年10月20日にフローレンスという女性と結婚した。彼女もイタリア生まれで出身はサレルノだった。2年後にラルフ・ジュニアが生まれるが、ラルフとフローレンスは夫婦仲がよくなく、やがて離婚した。1，2年生命保険の外交員を務めて、つぎは、路面電車の会社で事務員をし、さらに副業に清涼飲料の販売を手がけ「ボトルズ」（瓶）と呼ばれるようになった。この渾名（あだな）は一生ついてまわった。
弟のアルがシカゴへ行った1年後にラルフもシカゴへ行きジョニー・トーリオに協力した。1924年にフォレスト・ヴューで組織の新しい売春宿、ザ・ストケードの開店を指揮した。彼は警察署長のジョゼフ・W・ノセクを訪ね、フォレスト・ヴューにホテルを建設すると伝えた。ノセクはそのときカポネ兄弟が何者なのかを知らなかったので問題ないと思ったが、すぐに気がつき、彼らに町から出ていくよう命じた。その夜、2人組の男がノセクを町役場へ無理やり連れていき、殴る蹴るの暴行をし、「殺す」と言った。結局ノセクは命だけは助かり、ラルフは売春宿を建設した。ストケードは、たんなる売春宿ではなく、賭博場、武器庫、ギャングスターたちの隠れ家を兼ねていた。このことはフォレスト・ヴューで有名になり、この町には「カポネ村」という名がついた。
1926年頃には自動車販売の詐欺をしていた。1926年に国税庁の係官エディー・ウォーターズが収入を申告し税金を納めればトラブルを避けられると助言すると、それに応じ、過去4年間で最低でも5万5千ドルの所得があったことを認める。しかし納税を拒否したため、政府は彼の競走馬など資産の差し押さえに動いた。するとラルフは破産状態で払えないと嘘をついた。国税庁はさらに調べ、ラルフが高級サラブレッド４頭を所有して、破産を申し立てるまえに貸金庫の中身をすべて回収したことも調べた。
1927年、当時シカゴはジャズの世界の中心だった。弟のアル・カポネと2人でサウス・サイドのナイトクラブや酒場を支配し、シカゴ最大のジャズのプロモーターになった。名をあげようとするミュージシャンや、仕事のほしいミュージシャンはアルとラルフのカポネ兄弟は頼りになった。
1928年5月、34歳になったラルフはヴァルマ・フェザントと再婚する。

### 脱税と獄中生活
ラルフは国税庁に経済的な窮乏を訴えておきながら、裕福なのは歴然だったし、税金も滞納していた。そのため、合衆国政府に対する詐欺行為で起訴された。1929年10月8日に逮捕され、翌朝3万5千ドルという巨額の保釈金で釈放された。翌年の4月に裁判が行われることになった。ラルフの所得税法違反の裁判が1930年4月に行われ、合計22年の懲役と4万ドルの罰金を科せられた。脱税で起訴されてレヴンワース連邦刑務所で3年間服役することになっていたが、上訴による上訴という戦法で入獄を先送りにしてマイアミで自由に生活していた。しかし、最後の上訴も却下され、1931年11月5日にシカゴの連邦ビルに出頭し、レブンワース刑務所へ入る、そこにはサム・グージック（ジェイク・グージックの弟）とフランク・ニティが収監されていた。カポネ一味が同じ刑務所にかたまっていることに危惧した司法長官が全国の連邦刑務所長に彼らを分散して収監するよう命じた。そのためラルフはマクニール島州刑務所へ再収監された。刑期は1934年11月6日までだった。
刑務所では道路補修作業員として働き、やがて囚人食堂の料理人になる。彼は刑務所の中でも無罪を訴え続けた。1934年2月、ラルフの弁護士が1万ドルの罰金を払い、ラルフは2年少々服役してマクニール島刑務所を出所、服役態度がよかったため、刑期を短縮された。服役中は料理人として働き（囚人のあいだでは香辛料を使いすぎという文句が出た）、野球をし（ポジションは囚人チームの正一塁手）、スペイン語も少し覚えた。刑務所生活で30ポンド近く痩せた。妻のヴァルマが本土に着いたラルフを出迎え2人はリムジンで帰っていった。禁酒法は終わっていたが、再びギャングスターへもどる。このときマスコミたちは禁酒法が終わっておりラルフは失業者だと失笑した。

### 禁酒法後
1940年に生活の苦しい兄のヴィンチェンゾ・カポネがネブラスカ州ホーマーからラルフのもとを訪ねてきてた。ラルフはヴィンチェンゾを援助した。
1950年にワシントンD.C.に召喚され、キーフォーヴァー上院議員の特別委員会に出頭し、組織のことなどを説明した。質問がマフィアのことになるとラルフは沈黙し、新聞で読んだことだけだと主張した。キーフォーヴァー委員会（Kefauver hearings）の公聴会の2、3ヵ月後に息子のラルフ・ジュニアが大量の薬をスコッチで飲み自殺。
1950年代に税金に課せられる利子と罰金で、返済額は本来の2倍以上になったが完済した。
1974年11月22日、ウィスコンシン州マーサー近くの療養所で心不全で死亡。80歳。